# Livsälskare, svartmålare
Livsälskare, svartmålare är en prosabok av Artur Lundkvist utgiven 1974.
Boken, med undertiteln En fantasi om Goya, är en blandning av biografi, roman och essä som skildrar Francisco de Goyas liv. Framförallt belyser den det personliga drama som konflikten mellan konsten och det sociala samvetet innebar för Goya. Skildringen följer Goyas liv som hovmålare och vittne till ohyggligheterna under Spanska befrielsekriget, men har också friare och mer fantasifulla inslag än en traditionell biografi. Till exempel avslutas boken med en dialog där Lundkvist gör en slags fiktiv intervju med Goya.